# Analyst
The Analyst — the Analytical Journal of the Royal Society of Chemistry — науковий журнал, який видає Королівське хімічне товариство. Перше число було опубліковано в 1877 році організацією-попередником Товариством аналітичної хімії. Наразі журнал випускає 24 номери на рік. Публікуються статті з усіх галузей аналітичної хімії.
Імпакт-фактор у 2019 році склав 3,978. Відповідно до статистики ISI Web of Knowledge, у 2014 році журнал посів сьоме місце серед 74 журналів у категорії Аналітична хімія.